# アルファ版
アルファ版（アルファばん、α版）とは、性能や使い勝手などを評価するためのテスト用ソフトウェアである。

## 概要
アルファ版は、開発初期において性能や使い勝手などを評価するためのテスターや開発者向けの版である。未実装の機能があったり、動作が不安定、想定外の動作をする、クラッシュするなどバグが多数存在することが多く、酷い場合にはシステムに深刻なダメージを与えることすらある。そのためベータ版とは異なり、アルファ版が外部に公開されることはほとんどない。オープンソースソフトウェア（OSS）などのオープンな環境で開発されているソフトウェアでは、「デイリービルド/ナイトリービルド」等の名称で一般に公開されている場合もあるが、開発者やテスター向けに公開されているのであって、一般人は使用すべきではない。テスターとしてアルファ版を試すときは、最悪システムが破壊されることもあると覚悟しておく必要がある。
アルファ版で出た問題点やバグを改善し、ユーザーに試用してもらうための版がベータ版である。